# Sankt Pölten
St. Pölten ([zaŋkt ˈpœltn̩]ⓘ; Beiers: St. Pöitn, [zaŋkt ˈpøːdn̩]ⓘ) is een statutaire stad in de Oostenrijkse deelstaat Neder-Oostenrijk. Het is de hoofdstad van de deelstaat en wordt omgeven door het district St. Pölten (district). De stad heeft ongeveer 52.100 inwoners (2014).

## Geografie
St. Pölten heeft een oppervlakte van 108,48 km². Het ligt aan de Traisen, een zijrivier van de Donau, in het noordoosten van Oostenrijk, hemelsbreed ca. 60 km ten westen van de hoofdstad Wenen.

### Indeling van de gemeente
De gemeente is onderverdeeld in elf deelgemeenten. Ten westen van de Traisen liggen van noord naar zuid gezien: Radlberg, Viehofen, St. Pölten, Spatzern en St. Georgen. Ten oosten of aan beide zijden van de Traisen liggen van noord naar zuid gezien: Pottenbrunn, Ratzersdorf, Wagram, Stattersdorf, Harland en Ochsenburg.

De stadsdelen

## Geschiedenis
Voor de geschiedenis tot 1955 zie 

### St. Pölten tijdens de Tweede Republiek Oostenrijk
Na de Tweede Wereldoorlog kwam Neder-Oostenrijk in de Russische bezettingszone van Oostenrijk. Op 15 mei 1955 kwam er door het Oostenrijkse Staatsverdrag een einde aan de bezetting van Oostenrijk door de Sovjet-Unie, de VS, Frankrijk en Groot-Brittannië. Op 13 september 1955 verliet de laatste soldaat van het Russische bezettingsleger St. Pölten. In 1955 kwamen ook mensen die verdwenen waren tijdens de Russische bezetting weer terug naar St. Pölten.
In 1957 werden de kazernes op de Schießstattring in St. Pölten betrokken door het nieuw opgerichte Oostenrijkse leger ("Bundesheer").

#### Snelweg
In 1958 werd St. Pölten bereikbaar via de Oostenrijkse snelweg A1.

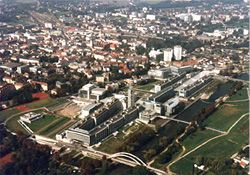
St. Pölten vanuit de lucht

#### Verdere stadsuitbreiding
In 1971 werden de gemeenten Ochsenburg en St. Georgen en in 1972 de gemeente Pottenbrunn bij St. Pölten gevoegd.

#### Hoofdstad van Neder-Oostenrijk
In 1986 stelde St. Pölten zich kandidaat als nieuwe hoofdstad van Neder-Oostenrijk, en werd het gekozen, zodat het sinds 10 juli 1986 de hoofdstad van Neder-Oostenrijk is. Sinds 1997 bevindt de regering van de deelstaat zich ook hier.

#### Eind van de vestiging van Glanzstoff
In 2008 brak er brand uit in de fabriek van Glanzstoff, waarna de vestiging van Glanzstoff in St. Pölten werd gesloten.

### Burgemeesters vanaf 1945
- april-mei 1945: Günther Benedikt (partijloos)
- 1945-1950: Franz Käfer (de Communistische Partij van Oostenrijk, KPÖ)
- 1950-1960: Wilhelm Steingötter (de Sociaaldemocratische Partij van Oostenrijk, SPÖ)
- 1960-1970: Rudolf Singer (SPÖ)
- 1970-1985: Hans Schickelgruber (SPÖ)
- 1985-2004: Willi Gruber (SPÖ)
- vanaf 2004: Mattias Stadler (SPÖ) herkozen op 12 mei 2016[3]

## Cultuur

### Monumenten

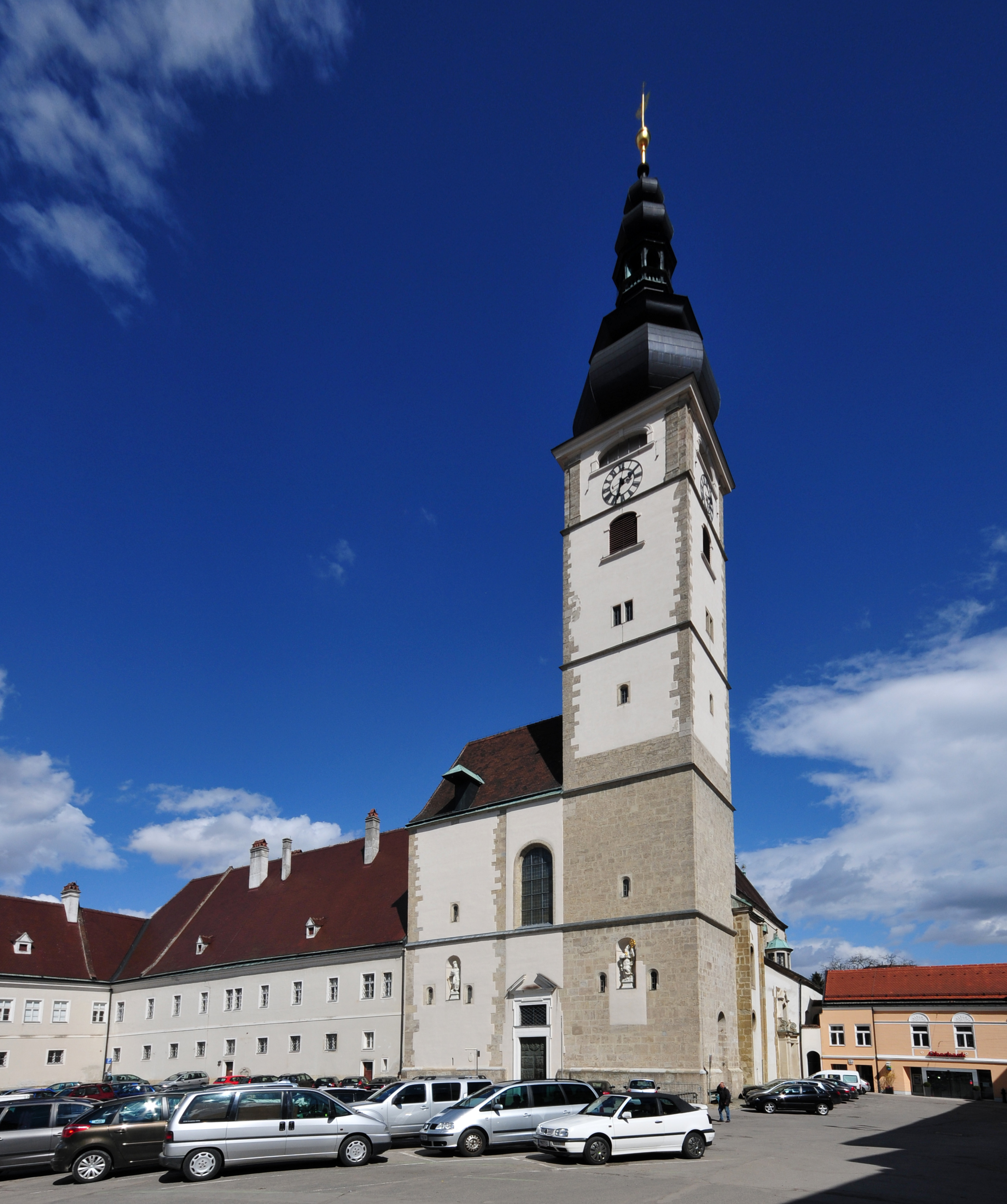
De Dom van St. Pölten

- De domkerk, oorspronkelijk een abdijkerk uit de 12de eeuw, is barok herbouwd door Jakob Prandtauer.
- Het stadhuis (16de eeuw) is ook in barokstijl herbouwd.
- De apotheek Zum Goldenen Löwen: de oudste zaak van St.Pölten uit de 16e eeuw met een barokke fassade van Joseph Munggenast
- Herrenplatz: een plein met een dagelijkse markt
- Olbrich-Haus: een gebouw van jugendstil-architectuur
- Institut der Englische Fräulein, gebouwd vanaf 1707 door Jakob Prandtauer of Josef Munggenast
- De Franciscaanse kerk, de kapel van het priesterseminarie van St. Pölten
- Prandtauerkirche en Karmeliterhof, gebouwd vanaf 1707 door Jakob Prandtauer
- Landestheater Niederösterreich: in 1820 door Josef Schwerdfeger gebouwd, in 1893 en 1968 verbouwd en uitgebreid. Tot 2005 stadstheater, sinds 2005 woordtheater.
- De voormalige hoofdsynagoge van St. Pölten uit 1913, in jugendstil-architectuur, werd in 1938 verwoest. In 1980-1984 is ze gerestaureerd. Er is sinds 1988 een instituut gevestigd dat de geschiedenis van de Joden in Oostenrijk bestudeert.[4]
- Slot Ochsenburg in het stadsdeel Ochsenburg. Vroeger zomerresidentie van het bisdom Sankt Pölten, maar in 2010 had het bisdom besprekingen om het te verkopen.[5]
- Slot Pottenbrunn, een renaissanceslot in het stadsdeel Pottenbrunn. Het is in particulier bezit gerestaureerd en wordt bewoond. Het is dus alleen vanaf de buitenkant te bekijken.
- Slot Viehofen in het stadsdeel Viehofen. Het was vervallen na WO II. Het is sinds 2003 in particulier bezit en wordt gerestaureerd.
- Slot Wasserburg, een barokslot met een slotgracht in het stadsdeel Pottenbrunn. Het is in particulier bezit en wordt gedeeltelijk bewoond en gedeeltelijk verhuurd, bijvoorbeeld voor bruiloften.
- andere oude gebouwen

### Theaters
- theater van de deelstaat Neder-Oostenrijk

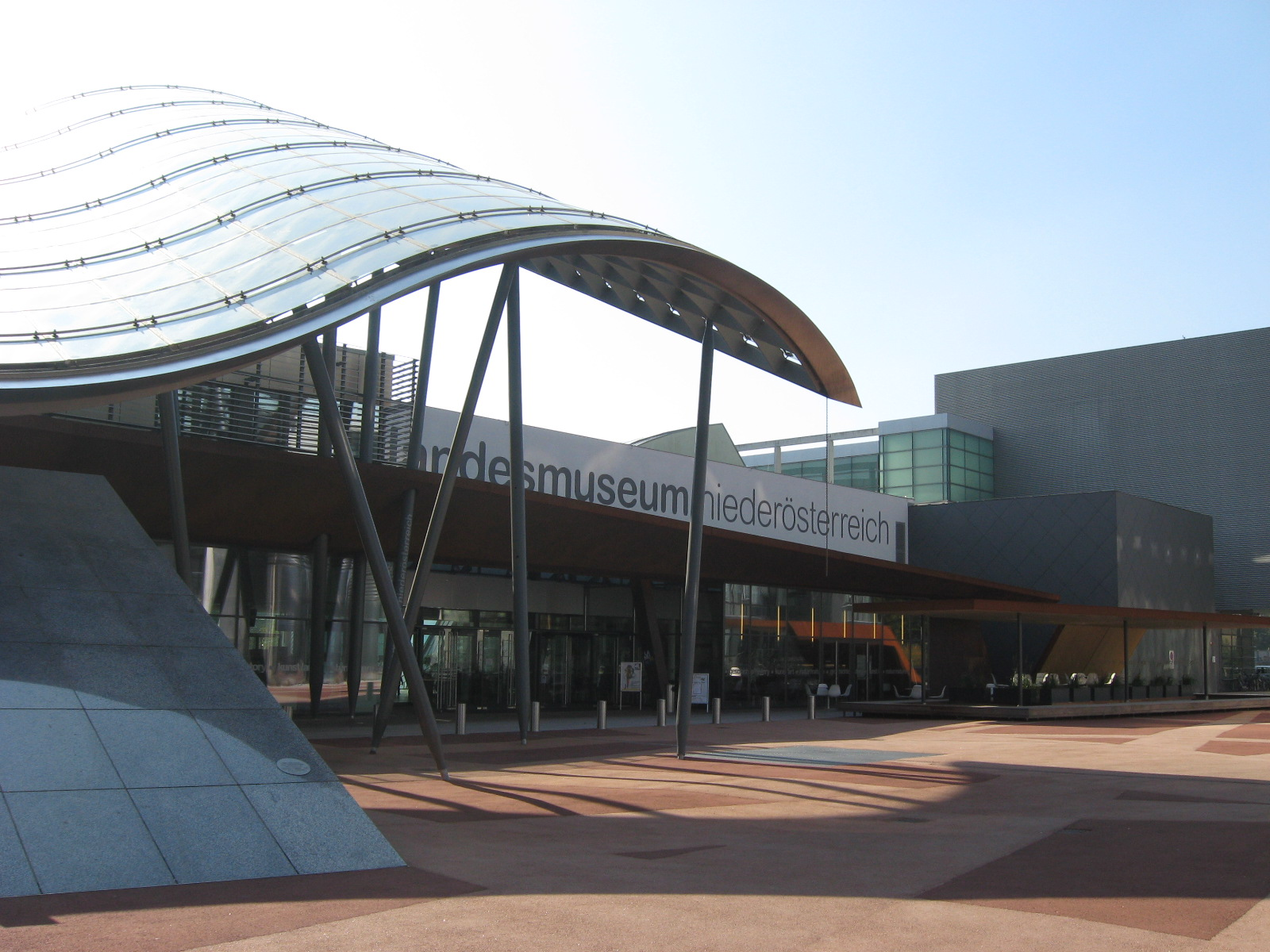
Landesmuseum Niederösterreich

- Bühne im Hof
- Festspielhaus St. Pölten

### Musea
- het museum van de deelstaat Neder-Oostenrijk ("Landesmuseum"), ontworpen door Hans Hollein
- museum van de stad St. Pölten
- het museum van het Bisdom Sankt Pölten ("das Diözesanmuseum")[6]
- Museum im Hof
- historisch museum
- documentatieinstituut voor moderne kunst van Neder-Oostenrijk
- museum van "sier- en gebruiksborden van Wilhelmsburg" (een particulier museum)
- arbeidersmuseum
- stadhuis

## Regelmatig terugkerende evenementen
- Film am Dom: filmvoorstelling in de open lucht op het plein met de dom
- FM4 Frequency Festival. Dit muziekfestival trekt jaarlijks tienduizenden jeugdige bezoekers.

Overzicht van de belangrijkste wegen en spoorlijnen van St. Pölten

## Verkeer
St. Pölten is een belangrijk verkeersknooppunt in het westen van Neder-Oostenrijk.

### Belangrijke wegen
- A1 (West Autobahn), een snelweg van Salzburg over Linz naar Wenen. Ze maakt deel uit van de E 60. De maximumsnelheid voor personenauto's en motoren bedraagt 130 km per uur. Men moet er een vignet voor hebben.
- B1 (Wiener Straße), loopt tussen Linz en Wenen. Ze dient na de aanleg van de Oostenrijkse A1 vooral voor het lokale verkeer. Er is geen vignet voor nodig.
- B1a (Wiener Straße), verbinding tussen de B1 en de S33 in St. Pölten
- S33 (Kremser Schnellstraße), een autoweg van St. Pölten naar Krems. Een geldig vignet is verplicht op deze weg.
- B20 (Mariazeller Straße), loopt van de rotonde Europaplatz, St. Pölten, naar Kapfenberg
- B39 (Pielachtal Straße), loopt van St. Pölten naar Winterbach
- gepland: S34 (Traisental Schnellstraße), een geplande autoweg van St. Pölten naar Wilhelmsburg

### Spoorwegen
St. Pölten heeft twaalf treinstations voor passagiers en goederen. Het hoofdstation is Sankt Pölten Hbf aan de spoorlijn Salzburg-Wenen, 'die Westbahn'. Hier stoppen internationale treinen, zoals de InterCityExpress-treinen (ICE), railjet en (andere) treinen van ÖBB en Westbahn. Er stoppen onder andere directe treinen van en naar Dortmund, Keulen, Frankfurt, München, Zürich, Bazel, Venetië en Boedapest. De ÖBB heeft Railjets, Intercity's (IC) en de regionale REX200-, REX- en R-treinen. De Railjet-treinen kunnen in ca. 25 minuten op station Wien Hauptbahnhof in Wenen zijn, de IC's in 30 minuten. De Regional Express-treinen (REX) gaan om het uur en stoppen in een aantal plaatsen onderweg. De Regional-treinen (R) stoppen in de meeste plaatsen onderweg en rijden langzamer.
De treinen van de nieuwe spoorwegmaatschappij Westbahn rijden sinds december 2011 tussen Freilassing in Beieren en Wenen. Ze stoppen alleen in grotere plaatsen zoals St. Pölten en kunnen vanaf St. Pölten in 29 minuten op station Wien Hauptahnhof zijn. In tegenstelling tot de treinen van de ÖBB, waar men vooraf een kaartje moet kopen, moet men bij de Westbahn het kaartje in de trein kopen. De treinen hebben gratis Wifi-internet en elektrische contactdozen.
De snelle REX200-treinen rijden sinds 9 december 2012. Ze zijn met name bedoeld voor forensen richting Wenen. Tussen 4.48 en 7.12 uur gaan er vijf REX200-treinen van de ÖBB over het nieuwe traject van de Westbahn naar Wenen, die in circa 35 minuten op station Wien Hauptbahnhof kunnen zijn. Tussen 15.08 en 19.08 uur rijden er vijf REX200-treinen in omgekeerde richting vanaf Wien Hauptbahnhof.
Dicht bij het station van St. Pölten staat een parkeergarage waar treinreizigers gratis mogen parkeren.
Andere spoorlijnen die vanuit St. Pölten vertrekken zijn:
- de Mariazellerbahn, de spoorlijn die van het hoofdstation van St. Pölten (St. Pölten Hbf) door bergachtig gebied naar de katholieke bedevaartsplaats en wintersportplaats Mariazell gaat;
- de 'Tullnerfelderbahn', de spoorlijn naar Krems en Tulln;
- de 'Leobersdorferbahn', de spoorlijn naar Leobersdorf.

### Ander openbaar vervoer
- Wieselbus, een streekbus met 12 lijnen naar andere plaatsen in Neder-Oostenrijk. Alle lijnen stoppen bij het hoofdstation St. Pölten Hauptbahnhof (St. Pölten HBf) en in het Landhausviertel, het regeringscentrum van Neder-Oostenrijk.
- "LUP", een net van 11 buslijnen door de stad St. Pölten.
- "Touristenzug", een gratis treintje voor toeristen, dat in de zomer tussen het oude centrum en het regeringcentrum van Neder-Oostenrijk (das Landhausviertel) rijdt.
- "Sternschnuppe", een nachtbus met 16 bushalten voor de jeugd tot 24 jaar, rijdt van donderdag tot zaterdag en op feestdagen van 20.20 uur tot 6.00 uur.[7]
- "Anruf-Sammeltaxi", een taxi die 's nachts tussen alle bushaltes voor een vast tarief rijdt.

## Bedrijven in St. Pölten
De belangrijkste bedrijven in St. Pölten zijn Voith (machines; turbines), Salzer (papier; kunststof), Sunpor (isolatie- en verpakkingsmateriaal), Kika (meubels, interieur), Leiner (meubels), Fritz Egger (spaanplaten en een brouwerij), Biomin, Strabag (bouw), Schubert & Franzke, de supermarktketen Spar, de restaurantketen Rosenberger en Geberit (sanitair).
De vestiging van Glanzstoff Austria in St. Pölten werd in 2008 na een brand gesloten. In februari 2015 werd bekend dat Voith zijn fabriek voor papiermachines in St. Pölten, onderdeel van Voith Paper gaat sluiten. Hierdoor verdwijnen 200 arbeidsplaatsen in St. Pölten. Voith Hydro en Voith Turbo houden wel vestigingen in St. Pölten met 280 resp. 50 arbeidsplaatsen.

## Overheidsinstellingen en andere openbare instellingen

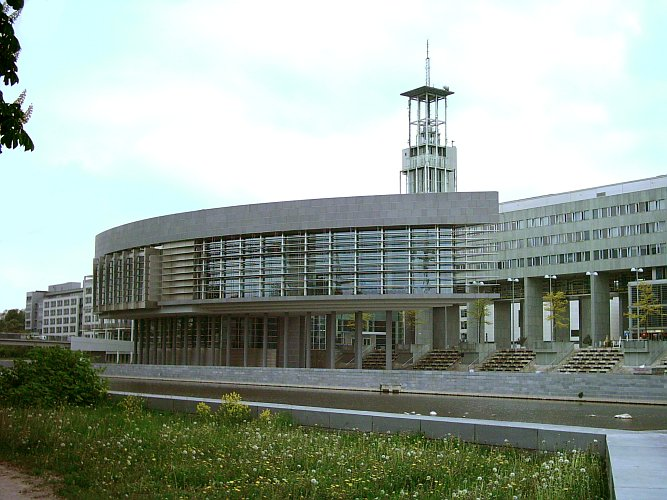
De oostzijde van het regeringscentrum van Neder-Oostenrijk, NÖ Landhaus geheten

### Regeringen
- de regering van Neder-Oostenrijk in het Landhausviertel
- Bezirkshauptmannschaft, het bestuur van het district

### Justitie
- de rechtbank van de deelstaat Neder-Oostenrijk (Landesgericht). In 2008-2009 behandelde deze rechtbank de incestzaak rond Josef Fritzl. Hij werd veroordeeld tot levenslang, nadat hij z'n dochter jarenlang in een kelder opgesloten had gehouden en zeven kinderen bij haar had verwekt.
- de rechtbank van het district St. Pölten (Bezirksgericht).
- Rechtsanwaltskammer Niederösterreich

### Financiën
- Finanzamt
- Bezirksstelle der Wirtschaftskammer

### Landbouw
- NÖ Agrarbezirksbehörde
- Landes-Landwirtschaftskammer
- Bezirksbauernkammer

### Overige instellingen
- Vermessungsamt (geodesie)
- Arbeitsmarktservice
- Bezirksstelle der Arbeiterkammer
- Niederösterreichische Gebietskrankenkasse (de hoofdvestiging van het regionale ziekenfonds)

## Onderwijs
St. Pölten kent circa vijftig onderwijsinstellingen, waaronder:

#### Scholen voor algemeen vormend onderwijs
- Bundesgymnasium en Bundesrealgymnasium St. Pölten
- Bundesreal- en Bundesoberstufenrealgymnasium (BORG)
- Gymnasium der Englischen Fräulein

#### Scholen voor beroepsonderwijs
- Nationale onderwijsinstelling voor kleuterschoolpedagogie en sociale pedagogie
- Nationale handelsacademie en handelsschool
- vakschool, hogere technische leergang (HTL) en avondschool aan de HTBLuVA St. Pölten

takken: elektronische dataverwerking en -organisatie, elektronica, elektrotechniek, machines, economie
- Hogere nationale opleidingsinstelling voor economische beroepen en vakschool voor sociale beroepen.
- Hoger opleidingsinstituut voor toerisme aan het Wirtschaftsförderungsinstitut Niederösterreich

#### Hogescholen
- Fachhochschule St. Pölten[9] (Universiteit van Toegepaste Wetenschappen St. Pölten)

takken: sociaal werk, diëtiek, fysiotherapie, media, media- en communicatieadvisering, computersimulatie, IT security, telecommunikatie en media, techniek van de infrastructuur van spoorwegen
- Fachhochschule für Machinenbau und -konstruktion an der HTBLuVA St. Pölten (een schriftelijke beroepsopleiding machinebouw en -constructie)
- New Design University (NdU)[10] (binnenarchitectuur en grafisch design)
- Filosofisch-theologische hogeschool van het bisdom St. Pölten, gevestigd in het voormalige Franciscaanse klooster

#### Overige onderwijsinstellingen
- Niederösterreichische Landesbibliothek, de bibliotheek van de deelstaat St. Pölten
- Niederösterreichische Landesakademie
- Volkshochschule, een volksuniversiteit
- Wirtschaftsförderungsinstitut Niederösterreich

## Sport
o.a. voetbalvereniging SKN St. Pölten, spelend in de NV Arena.

## Stedenband
- Altoona, Verenigde Staten
- Brno, Tsjechië
- Clichy, Frankrijk
- Heidenheim, Duitsland
- Kurashiki, Japan
- Nyíregyháza, Hongarije
- Wuhan, China

## Aangrenzende gemeenten
| Aangrenzende gemeenten   | Aangrenzende gemeenten | Aangrenzende gemeenten        | Aangrenzende gemeenten | Aangrenzende gemeenten |
| ------------------------ | ---------------------- | ----------------------------- | ---------------------- | ---------------------- |
| Karlstetten              |                        | Obritzberg-Rust; Herzogenburg |                        | Kapelln (B1)           |
|                          |                        |                               |                        |                        |
| Neidling Gerersdorf (B1) | Böheimkirchen Pyhra    |                               |                        |                        |
|                          |                        |                               |                        |                        |
| Ober-Grafendorf          |                        | Wilhelmsburg (B20)            |                        |                        |

## Bekende inwoners van St. Pölten

### Geboren
- Johann Josef Schindler (1777-1836), schilder en grafisch kunstenaar
- Otto Freiherr Ellison von Nidlef (1868-1947), officier
- Franz Aigner (1882-1945), natuurkundige
- Adolf Eigl (1883-1958), eerste gouverneur van Opper-Oostenrijk na de Tweede Wereldoorlog
- Julius Raab (1891-1964), politicus (ÖVP) en bondskanselier van Oostenrijk (1953-1961). Hij onderhandelde met Molotov over de onafhankelijk van Oostenrijk en bereikte het "Oostenrijkse Staatsverdrag".
- Maria Emhart (1901-1981), politica (SPÖ)
- Rudolf Kriesch (1904-1992), schilder
- Franz Binder, "Bimbo" (1911-1989), voetballer en trainer (in 1960-1962 van  PSV Eindhoven)
- Georg Prader (1917-1985), politicus
- Bernhard Wicki (1919-2000), dichter en filmregisseur
- Otto Prokop (1921-2009), patholoog-anatoom en forensisch onderzoeker
- Robert Herfert (1926), schilder en beeldhouwer
- Peter Minich (1927-2013), Kammersänger
- Jörg Demus (1928- 2019), pianist
- Lolita (1931-2010), zangeres van schlagers
- Günther Stingl (1939), schrijver
- Hans Bankl (1940-2004), professor pathologische anatomie
- Friedemann Kupsa (1943), cellist
- Konrad Berger (1945), schrijver
- Otto Kapfinger (1949), architect
- Erwin Leder (1951), filmacteur, toneelspeler en regisseur
- Johanna Ignjatovic (1952), cartooniste
- Karl Daxbacher (1953), voetbaltrainer
- Alfred Brader (1956), politicus
- Renate Habinger (1957), grafisch kunstenaar en illustrator
- Alfred Gusenbauer (1960), bondskanselier van Oostenrijk (2007-2008), opgegroeid in Ybbs an der Donau
- Willi Langer (1960), bassist
- Bernhard Rassinger (1963), wielrenner
- Manfred Wieninger (1963), schrijver
- Martin Fiala (1964), componist
- Christian Häckl (1964), meteoroloog
- Matthias Stadler (1966), politicus (SPÖ), huidige burgemeester van St. Pölten
- Tom Haydn (1967), zanger
- Alexander Millecker (1973), journalist
- Mario Ranieri (1980), producer en DJ van hardtechno
- Benjamin Karl (1985), snowboarder

### Woonachtig
- Heidemaria Onodi (1957), plaatsverbangend gouverneur van Neder-Oostenrijk, afgevaardigde in het parlement van Neder-Oostenrijk

- Gemeinsame Normdatei: 4051622-2
- Library of Congress Control Number: n80104754
- MusicBrainz: 25b2636f-72e2-40d8-926b-557c74604dd6
- Nationale Bibliotheek van Tsjechië: ge369021
- Nationale Bibliotheek van Israël: 987007554909205171
- Virtual International Authority File: 264342496
- WorldCat: E39PBJrRkkgctDj9CY76ycgxjC